# Sphecidae
Famille
Les Sphecidae sont une famille d'insectes hyménoptères apocrites de la super-famille des Apoidea. Plus de 7 700 espèces de sphécidés ont été décrites à ce jour, réparties dans quatre sous-familles. Ce sont des guêpes fouisseuses.

## Morphologie
Les sphécidés ont comme caractéristiques : 
- des antennes à 13 articles chez le mâle, 12 chez la femelle ;
- une pilosité du corps simple, peu développée (non ramifiée ou plumeuse) ;
- un pronotum court et transverse.

## Biologie

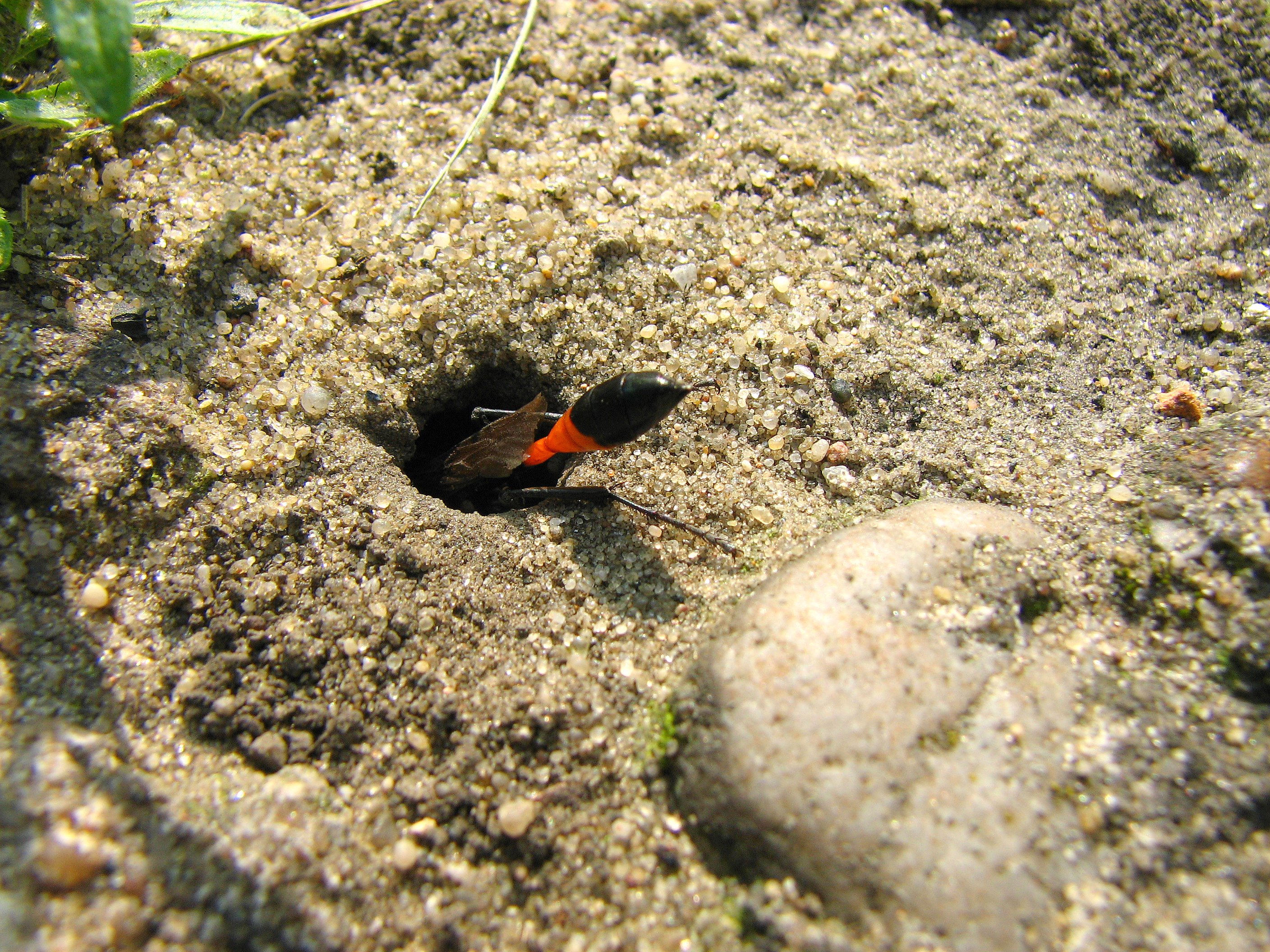
Les Sphecidae ont en commun de creuser des terriers où leurs larves seront nourries d'autres insectes chassés et paralysés.

Les adultes se nourrissent du nectar des fleurs, mais leurs larves sont exclusivement carnassières. Ce sont des hyménoptères paralyseurs qui transportent leur proie dans leur nid afin d'alimenter leurs larves. Les proies sont des insectes ou des araignées, stockées en nombre variable. Les larves dévorent vivant l'insecte paralysé et ce durant plusieurs mois. 
- Araignée : Miscophus, Trypoxylon
- Coleoptera  :	Entomognathus, Cerceris, Rhopalum
- Dictyoptera  : Tachysphex
- Diptera  : Crabro, Crossocerus, Ectemnius, Lindenius, Mellinus, Oxybelus, Rhopalum
- Ephemeroptera  : Crossocerus
- Heteroptera  : Astata, Dinetus, Lindenius
- Homoptera  :	Alysson, Crossocerus, Diodontus, Gorytes, Passaloecus, Psen, Psenulus, Pemphredon, Stigmus, Rhopalum, Argogorytes
- Lepidoptera  : Ammophila, Crossocerus, Lestica, Podalonia
- Hymenoptera  : Cerceris, Lindenius, Philanthus
- Orthoptera  :	Tachysphex
- Psocoptera  :	Rhopalum
- Thysanoptera  : Spilomena
- Trichoptera  : Crossocerus

## Utilisation enlutte biologique
Larra luzonensis (Larrinae) et Ampulex compressa (Ampulicinae), originaires des Philippines, ont été introduits aux îles Hawaï en 1931 afin de lutter contre les courtilières (Gryllotalpa) et les grillons (Gryllidae). Larra bicolor a été introduit avec succès dans l'île de Porto Rico en 1936 contre une courtilière (Scapteriscus).

## Taxonomie des sous-familles, tribus et genres
Au niveau mondial, les Sphecidae, qui comprennent plus de 7 700 espèces, sont répartis en 4 sous-familles, 20 genres dont 1 éteint, : 
- Sous-famille Ammophilinae
  - Ammophila
  - Eremnophila
  - Eremochares
  - Hoplammophila
  - Parapsammophila
  - Podalonia
- Sous-famille Chloriontinae
  - Chlorion
- Sous-famille Sceliphrinae
  - Tribu Podiini
    - Dynatus
    - Penepodium
    - Podium
    - Trigonopsis

  - Tribu Sceliphrini
    - Chalybion
    - †Hoplisidia
    - Sceliphron
- Sous-famille Sphecinae
  - Tribu Prionychini
    - Chilosphex
    - Palmodes
    - Prionyx

  - Tribu Sphecini
    - Isodontia
    - Sphex

  - Tribu Stangeellini
    - Stangeella

## Genres et espèces rencontrés en Europe
Selon Fauna Europaea, la faune européenne est composée de 59 espèces réparties en 12 genres, eux-mêmes classés en 3 tribus
- Tribu Ammophilini André, 1886
  - Genre Ammophila W. Kirby, 1798
    - Ammophila albotomentosa Morice, 1900
    - Ammophila campestris Latreille, 1809
    - Ammophila gracillima Taschenberg, 1869
    - Ammophila heydeni Dahlbom, 1845
    - Ammophila hungarica Mocsary, 1883
    - Ammophila laevicollis E. Andre, 1886
    - Ammophila leclercqi Menke, 1964
    - Ammophila modesta Mocsary, 1883
    - Ammophila nasuta Lepeletier, 1845
    - Ammophila occipitalis F. Morawitz, 1890
    - Ammophila pubescens Curtis, 1836
    - Ammophila sabulosa (Linnaeus, 1758)
    - Ammophila sareptana Kohl, 1884
    - Ammophila striata Mocsary, 1878
    - Ammophila terminata F. Smith, 1856

  - Genre Eremochares Gribodo, 1883
    - Eremochares dives (Brulle, 1833)

  - Genre Hoplammophila de Beaumont, 1960
    - Hoplammophila armata (Illiger, 1807)
    - Hoplammophila clypeata (Mocsary, 1883)

  - Genre Parapsammophila Taschenberg, 1869
    - Parapsammophila caspica (Gussakovskij, 1930)

  - Genre Podalonia Fernald, 1927
    - Podalonia affinis (W. Kirby, 1798)
    - Podalonia alpina (Kohl, 1888)
    - Podalonia atrocyanea (Eversmann, 1849)
    - Podalonia fera (Lepeletier, 1845)
    - Podalonia hirsuta (Scopoli, 1763)
    - Podalonia luffii (Saunders, 1903)
    - Podalonia mauritanica (Mercet, 1906)
    - Podalonia merceti (Kohl, 1906)
    - Podalonia minax (Kohl, 1901)
    - Podalonia rothi (Beaumont, 1951)
    - Podalonia tydei (Le Guillou, 1841)

- Tribu Sceliphrini Ashmead, 1899
  - Genre Chalybion Dahlbom, 1843	
    - Sous-genre Chalybion (Chalybion) Dahlbom, 1843
      - Chalybion flebile (Lepeletier, 1845)
      - Chalybion zimmermanni Dahlbom, 1843

    - Sous-genre Chalybion (Hemichalybion) Kohl, 1918
      - Chalybion femoratum (Fabricius, 1781)

  - Genre Sceliphron Klug, 1801
    - Sceliphron caementarium (Drury, 1770)
    - Sceliphron curvatum (F. Smith, 1870)
    - Sceliphron destillatorium (Illiger, 1807)
    - Sceliphron funestum Kohl, 1918
    - Sceliphron madraspatanum (Fabricius, 1781)
    - Sceliphron spirifex (Linnaeus, 1758)

- Tribu Sphecini Latreille, 1802
  - Genre Chilosphex Menke in R. Bohart & Menke, 1976
    - Chilosphex argyrius (Brulle, 1833)

  - Genre Isodontia Patton, 1880
    - Isodontia mexicana (Saussure, 1867)
    - Isodontia paludosa (Rossi, 1790)
    - Isodontia splendidula (A. Costa, 1858)

  - Genre Palmodes Kohl, 1890
    - Palmodes melanarius (Mocsary, 1883)
    - Palmodes occitanicus (Lepeletier & Serville, 1828)
    - Palmodes strigulosus (A. Costa, 1843)

  - Genre Prionyx Vander Linden, 1827
    - Prionyx crudelis (F. Smith, 1893)
    - Prionyx kirbii (Vander Linden, 1827)
    - Prionyx lividocinctus (A. Costa, 1858)
    - Prionyx niveatus (Dufour, 1854)
    - Prionyx nudatus (Kohl, 1885)
    - Prionyx subfuscatus (Dahlbom, 1845)
    - Prionyx viduatus (Christ, 1791)

  - Genre Sphex Linnaeus, 1758
    - Sphex atropilosus Kohl, 1885
    - Sphex flavipennis Fabricius, 1793
    - Sphex funerarius Gussakovskij, 1934
    - Sphex leuconotus Brulle, 1833
    - Sphex pruinosus Germar, 1817